# Даляньский университет иностранных языков

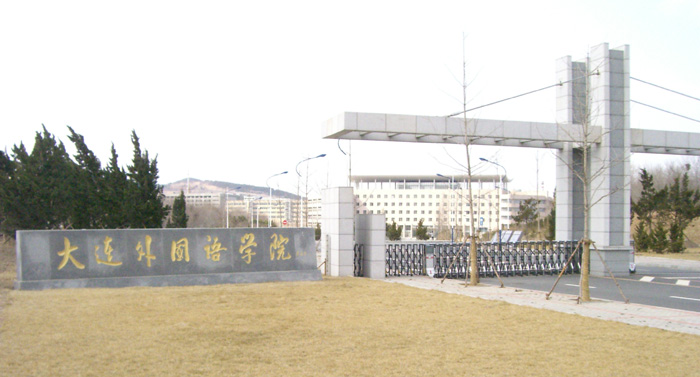
Главные ворота нового кампуса в Люйшуне, Даляньский университет иностранных языков

Даляньский университет иностранных языков (англ. Dalian University of Foreign Languages, кит. 大连外国语大学) — университет в городе Далянь, провинция Ляонин, КНР. Находится в ведении провинциального правительства. Основной кампус переехал в район Люйшунькоу в апреле 2007 года, но его подразделение — Школа китайских исследований (англ. School of Chinese Studies), где иностранцы изучают китайский язык остался в районе Сунь Ятсена.
Входит в число 8 крупнейших университетов иностранных языков в Китае и является единственным полностью оснащенным специализированным высшим учебным заведением своего профиля на Северо-востоке Китая. Университет предоставляет различные программы подготовки бакалавров и магистров.

## История
При содействии премьера Чжоу Эньлая, начиная с 1964 года в университете был основан курс изучения японского языка, а в 1970-х годах были основаны школы изучения английского и русского языков. Остальные подразделения вуза возникли в период реформ и открытости КНР, начиная с 1978 года. В середине 1980-х, вуз прошел аккредитацию Министерства образования КНР и включил в свою программу поствузовскую подготовку.